# 에스시탈로프람
에스시탈로프람(영어: Escitalopram)은 선택적 세로토닌 재흡수 억제(이하 SSRI)를 위한 항우울제이다.
덴마크 룬드벡사의 항우울제 '렉사프로'(영어: Lexapro)는 현재 물질 및 용도 특허 만료 이후에, 뉴프람(명인제약) 및 엑스프람(현대약품) 등 동일 성분의 국내산 제네릭 의약품으로 많이 보급되어 있다.

## 작용 기전
시탈로프람의 활성이성질체를 분리하여 세로토닌 듀얼 액션의 2중 작용 기전을 특징으로 하며, 플루옥세틴, 설트랄린, 파록세틴 등 여타 SSRI계 항우울제와 달리 적응증이 광범위하므로, 빠른 효과발현 및 강력해진 치료효과 그리고 우수한 내약성으로 우울 장애의 재발 방지를 위한 1차 약제로 사용된다.

## 적응증
- 주요 우울 장애
- 광장 공포증을 수반 하거나 수반하지 않는 공황 장애
- 사회 불안 장애
- 범 불안 장애 및 강박 장애의 치료

## 같이 보기
- 리스페리돈